# Miguel Ángel Cascallana
Miguel Ángel Cascallana Guerra (Herrera de Pisuerga, 26 de febrero de 1948 - Alicante, 26 de enero de 2015) fue un balonmanista español. Fue internacional un total de 58 veces con la selección española, anotando 41 goles. Participó en los Juegos Olímpicos de Múnich 1972, jugando los 5 partidos y anotando 3 goles.